# Benjamin Youla
Benjamin Youla (* 12. November 1975) ist ein ehemaliger Sprinter der Republik Kongo.

## Karriere
Er trat bei den Olympischen Sommerspielen 2000 in Sydney im Wettbewerb über 400 m an, in dem im Vorlauf ausschied. Außerdem nahm er an den Leichtathletik-Weltmeisterschaften 1997 in Athen, den Afrikaspiele 1999 in Johannesburg,  den Spielen der Frankophonie 2001 in Ottawa und den Leichtathletik-Weltmeisterschaften 2001 in Edmonton teil.